# Jean-Marc Cohen
Pour les articles homonymes, voir Cohen.
Jean-Marc Cohen, né le 19 août 1958 à Nice (France), est un footballeur français qui évoluait au poste d'attaquant.

## Biographie

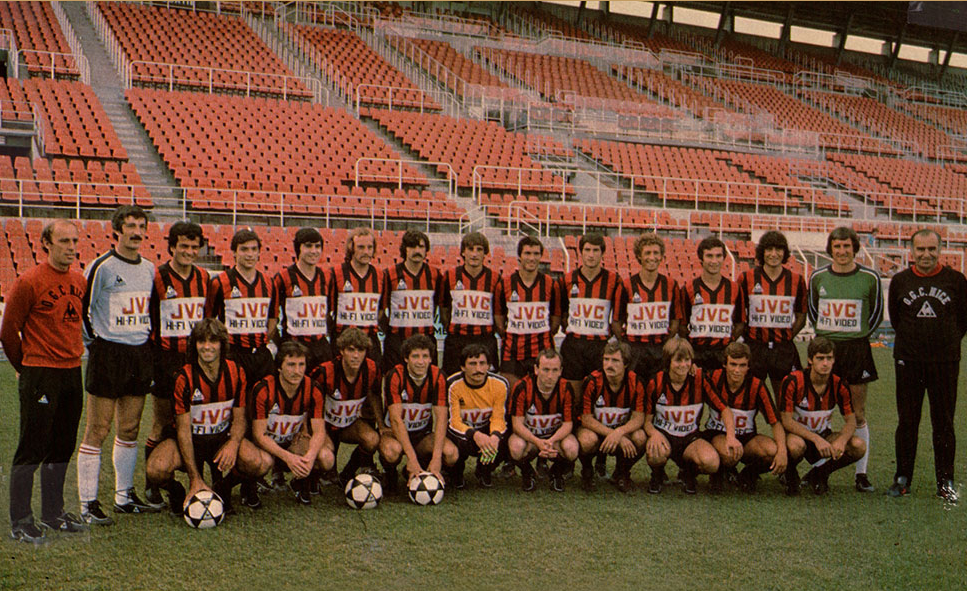
OGC Nice saison 1980-1981

Jean-Marc Cohen commence le football au Cavigal de Nice très jeune. Repéré par l'Olympique Gymnaste Club Nice Côte d'Azur, il rejoint rapidement le centre de formation niçois. Il débute en équipe première lors de la saison 1977-1978.
Présélection équipe de France U16 match Angleterre-France à Wembley.
Il marque son 1er but en Division 1 (Ligue 1 actuelle) lors du match Auxerre - Nice. 
Après la fin de sa carrière de joueur, Jean-Marc Cohen se reconvertit comme entraîneur.